# Parola e Preghiera
Parola e preghiera è una rivista cattolica mensile edita dalla  Periodici San Paolo.
Fondata nel 2007 ha oggi una tiratura media di 13000 copie mensili. Di formato piccolo e compatto, 10,5 per 14,5 rilegato ad album sul lato corto, la rivista Parola e preghiera propone per ogni giorno del mese i testi completi delle letture, tratte dalla liturgia del giorno, accompagnate da un breve commento, una piccola preghiera e un'immagine biblica.
Il Direttore Responsabile di Parola e preghiera è Nicola Baroni. Il coordinamento  editoriale è di Vito Morelli, ssp. Collaboratori sono: Paolo Curtaz, Monastero San Biagio (Mondovì) e Gian Luca Carrega.
[fonte: Parola e Preghiera, n. 1, gennaio 2017].